# الركبة (فرع العدين)

تعديل مصدري - تعديل

الركبة محلة تابعة لقرية الروينة، التابعة لعزلة العاقبة بمديرية فرع العدين إحدى مديريات محافظة إب في الجمهورية اليمنية، بلغ تعداد سكانها 95 حسب تعداد اليمن لعام 2004.